# Lycée Buffon

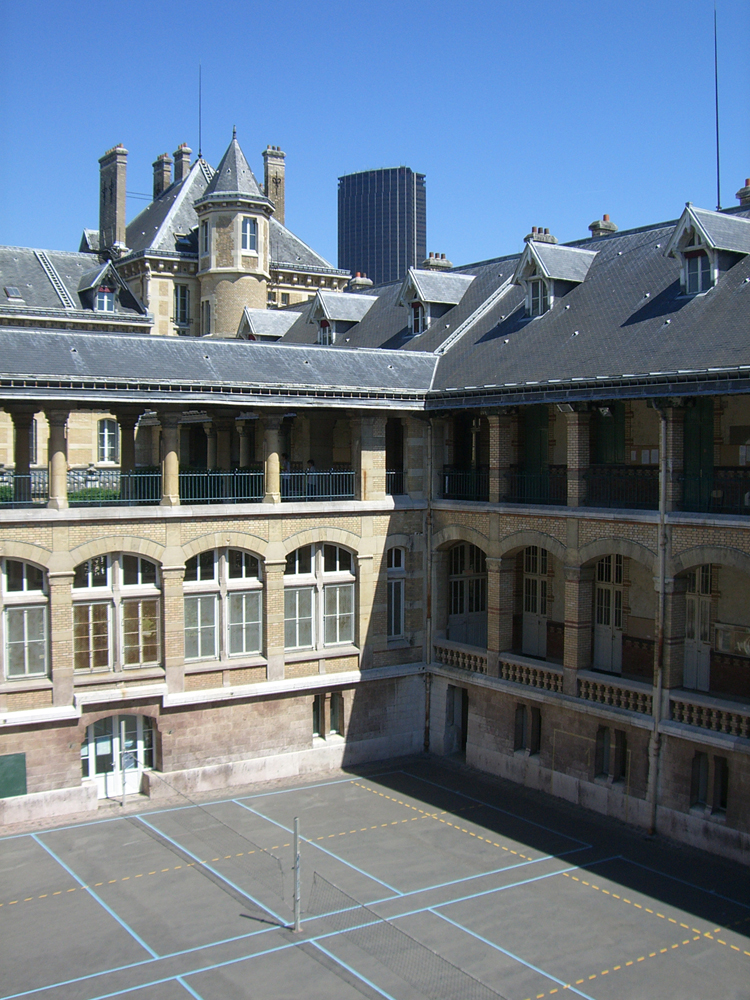
Teilansicht

Das Lycée Buffon ist eine französische weiterführende Schule im 15. Arrondissement von Paris.
Sie vereint unter ihrem Dach mehrere Schulformen:
- eine Mittelschule (Collège) mit 700 Schülern
- eine gymnasiale Oberstufe (Lycée) mit 1000 Schülern
- wissenschaftliche Vorbereitungsklassen für die Grandes Écoles mit 200 Studenten
- ein Zentrum für berufliche Bildung, das auf einen Fachhochschulabschluss und auf einen Bachelor im Immobilienbereich vorbereitet

160 Lehrkräfte und etwa 50 andere Fachkräfte unterrichten und betreuen die Schüler.

## Geschichte
Im Jahr 1885 realisierte der Architekt Émile Vaudremer seine Idee von einer „Schule am Rive Gauche“. Diese Lehranstalt wurde drei Jahre später eingeweiht. Die Schule wurde zu Ehren des französischen Naturforschers Georges-Louis Leclerc de Buffon nach diesem benannt.
Im darauffolgenden Jahr begann der offizielle Schulbetrieb. Während des Ersten Weltkriegs fungierte die Schule als Militärkrankenhaus. Nach dem Krieg wurde der Schulbetrieb wieder aufgenommen. Während des Vichy-Regimes ab 1940 wurden die Gebäude – mit reduziertem Schulbetrieb – zunehmend von der Résistance genutzt.
Am 8. Februar 1943 wurden die fünf Schüler Jean Arthus, Jacques Baudry, Pierre Benoît, Pierre Grelot und Lucien Legros von den Nazis erschossen (Cinq Martyrs du Lycée Buffon). Raymond Burgard, ein Lehrer und Mitglied der Résistance, wurde am 15. Juni 1944 ebenfalls hingerichtet.
Kurz nach Kriegsende wurde der Unterrichtsbetrieb wieder aufgenommen. Im Jahr 1995 erfolgten umfangreiche Sanierungs- bzw. Restaurierungsarbeiten an den Gebäuden. Seit 1988 finden Schüleraustauschprogramme u. a. mit der Friedrich-Ebert-Oberschule in Berlin und dem Gymnasium Kreuzgasse in Köln statt.

## Bekannte Lehrer
- Oscar Bloch (1877–1937)
- André Lagarde (1912–2001)
- Pierre Le Gentil (1906–1989)
- Pierre Salomon (1902–1983)

## Bekannte Schüler
- Jacques Castérède (1926–2014)
- Pierre Chatenet (1917–1997)
- Daniel Cohn-Bendit (* 1945)
- Jean-Paul Enthoven (* 1949)
- Maurice René Fréchet (1878–1973)
- Jean-Luc Godard (1930–2022)
- François Lamy (* 1959)
- Philippe Robrieux (1936–2010)
- Antoine Vitez (1930–1990)